# Deepa Sahi
Deepa Sahi – indyjska aktorka, producentka i scenarzystka filmowa, żona reżysera Ketana Mehty.

## Filmografia
- Rebeliant (producentka) – film reżyserował jej mąż Ketan Mehta
- Daughters of This Century (2001) – Champia
- Aar Ya Paar (1997) – Anu Chauhan
- Oh Darling Yeh Hai India (1995) (scenariusz) – Miss Indii – film reżyserował jej mąż Ketan Mehta
- Bhookamp (1993)
- Maya Memsaab (1992) – Maya Das – film reżyserował jej mąż Ketan Mehta
- Siyasat (1992)
- Hum (1991) – Aarti
- Ek Doctor Ki Maut (1991)
- Trinetra (1991) – Seema
- Dushman (1990)
- Hero Hiralal (1988)
- Tamas (1986) – miniserial TV
- Aghat (1985) – żona Chotelala
- Party (1984) – Sonia Rane